# Stolzia repens
Espèce
Synonymes
- Polystachya repens Rolfe[1]

Stolzia repens (Rolfe) Summerhayes, 1953 est une espèce africaine de plantes épiphytes de la famille des orchidacées.

## Description
Petite herbe épiphyte appartenant à la famille des Orchidaceae. Elle se reconnait facilement à ses pseudobulbes légèrement épaissis atteignant 0,3 cm de diamètre, au sommet allongé ou s'insère deux petites feuilles sessiles à subsessiles presque circulaire à obovale. L'inflorescence uniforme naît entre les feuilles sur un pédoncule très court atteignant 0,5 cm de diamètre. Fleurs petites brunâtres à jaune translucide avec une nervation foncée "Szlachetko et Olszewski, 1998".

## Répartition
Large distribution en Afrique tropicale : Cameroun, Ghana, Guinée équatoriale, Liberia, Burkina Faso, Rwanda, République démocratique du Congo, Éthiopie, Soudan, Kenya, Tanzanie, Ouganda, Malawi, Mozambique et au Zimbabwe.
La variété Stolzia repens var. cleistogama Stévart, Droissart & M.Simo est endémique du Cameroun. Elle est considérée comme menacée car on ne lui connaît que trois localisations : sur le mont Mbam Minkoum, dans le parc de la Méfou près de Yaoundé, et à Akom II, dans le Sud.

## Écologie
Petite épiphyte des troncs et branches couverts de mousse en forêt.

## Liste des variétés
Selon Tropicos (9 octobre 2017) (Attention liste brute contenant possiblement des synonymes) et Catalogue of Life (9 octobre 2017) :
- Stolzia repens var. cleistogama Stévart, Droissart & M.Simo
- Stolzia repens var. obtusa
- Stolzia repens var. repens